# Forces of Satan Records
Forces of Satan Records est un label norvégien de metal fondé le 6 juin 2006 par Infernus de Gorgoroth et Vile Horg. Le label signe et produit des groupes avec un engagement satanique.

## Albums
| GROUPE      | TITRE                                   | DATE DE PARUTION | FORMAT            | CATALOGUE |
| ----------- | --------------------------------------- | ---------------- | ----------------- | --------- |
| Gorgoroth   | Live in Bergen 1996                     | Novembre 2007    | MCD / 7" Pic Disc | FSR001    |
| Ophiolatry  | Transmutation                           | 21 janvier 2008  | Fullength         | FSR002    |
| Ophiolatry  | Antievangelistical Process (Re-release) | 17 mars 2008     | Fullength         | FSR003    |
| Black Flame | Imperivm                                | Février 2008     | Fullength         | FSR004    |